# Assène Datzeff
Assène Borissov Datzeff est un physicien bulgare, né le 14 février 1911 à Kamenar en Bulgarie et mort le 12 février 1994.

## Biographie
Datzeff a assisté aux cours de physique théorique de Georgi Manev à l'Université de Sofia de 1929 à 1933. Il a obtenu son doctorat à Paris entre 1934 et 1938. Il a initié les travaux en physique du solide à l'Académie bulgare des sciences. Il a travaillé sur des problèmes de conductivité de la chaleur en mécanique classique et en mécanique quantique.
Il a été assistant de physique de 1939 à 1944, professeur associé de 1947 à 1950, et professeur à l'Université de Sofia à partir de 1950. Il a eu une chaire de professeur entre 1955 et 1984, et est devenu doyen de la faculté de physique et de mathématiques entre 1950 et 1955. Il a rejoint l'Institut de physique de l'Académie des sciences de Bulgarie et a créé le département de physique théorique de l'Institut de physique du solide. Il a été lecteur en physique théorique pendant 40 ans.
Il a notamment travaillé sur la mécanique théorique, la thermodynamique, la physique statistique et la mécanique quantique. Il est devenu membre correspondant de l'Académie des sciences de Bulgarie en 1952, académicien en 1961 et secrétaire du département de physique et de mathématiques de 1962 à 1968.

## Publications
- Sur le problème des barrières de potentiel et la résolution de l'équation de Schrödinger, thèse de doctorat, Paris, 1938.
- Sur le problème linéaire général de propagation de la chaleur dans un milieu à plusieurs couches, Comptes-Rendus de l'Académie Bulgare des Sciences, 1949.
- Sur certaines analogies mécaniques de la théorie de la chaleur, Comptes-Rendus de l'Académie Bulgare des Sciences, 1949.
- Sur une interprétation de la mécanique quantique, séminaire Louis de Broglie, 1957-1958.
- Sur le problème de la propagation de la chaleur dans les corps solides, 1963.
- Sur le problème linéaire de Joseph Stefan, 1970.